# Yo el Sur
Yo el Sur (en italiano: Io Sud, abreviado IS) fue un partido político italiano centrista y regionalista, situado en el centroderecha y con base en Apulia.

## Historia
El partido surgió en 2009 como escisión de Alianza Nacional (AN) en Apulia encabezada por Adriana Poli Bortone, poco antes de que AN se integrara en El Pueblo de la Libertad (PdL). Poco después el partido se acercó a la Unión de Centro (UdC) con el fin de formar un partido de centro como una alternativa al PdL, y en esta perspectiva Poli Bortone inetgró a su partido en el grupo de UdC en el Senado. 
En las elecciones provinciales de 2009 el partido logró un 7,3% de votos en Lecce (mientras que Poli Bortone obtuvo un 21,9% como candidata a la presidencia apoyada también por UdC), un 3,4% en Taranto y el 2,0% en Bríndisi. En las elecciones regionales de 2010 de Apulia Poli Bortone se presentó a la presidencia apoyada también por la sección regional de la Unión de los Demócratas Cristianos y de Centro (UDC), componente principal de la UdC. Poli Bortone obtuvo un 8,7% de los votos, mientras que IS alcanzó un discreto 2,9%.
Desde entonces, Poli Bortone se distanció de la UdC y comenzó a preparar su regreso al entorno del centro-derecha. Desde marzo de 2011 se unió al proyecto de crear un Partido del Sur junto con Fuerza del Sur y Nosotros el Sur. El 14 de julio de 2011, los tres partidos impulsaron conjuntamente la Federación del Sur, más tarde Gran Sur.
Aunque su base siguió siendo Apulia, el partido abrió secciones regionales y provinciales también en Basilicata, Campania y Calabria.
Tras adherirse a Hermanos de Italia en 2014, Poli Bortone fue suspendida por este partido en mayo de 2015, tras su candidatura a la Presidencia de la Región Apulia por Forza Italia.
En febrero de 2016, Poli Bortone anunció su ingreso en Forza Italia junto al movimiento Yo el Sur.